# Xenosoma nigromarginatum
Xenosoma nigromarginatum är en fjärilsart som beskrevs av Druce 1886. Xenosoma nigromarginatum ingår i släktet Xenosoma och familjen björnspinnare. Inga underarter finns listade i Catalogue of Life.